# Zappa
Zappa является шахматной программой, написанной Энтони Коззи, аспирантом университета Иллинойса Урбана-Шампейн. Программа эффективно использует поиск ходов и наличие нескольких процессоров.
Zappa одержала неожиданную победу на Чемпионате мира по шахматам среди компьютерных программ в августе 2005 года в Рейкьявике, Исландия. Zappa победила с 10,5 очками из 11, выиграв у обеих программ: Junior и Shredder, которые ранее многократно выигрывали в чемпионатах. На блиц-чемпионате Zappa заняла второе место, после Shredder. В других турнирах успехи Zappa — это победа на чемпионате CCT7 в Интернет шахматном клубе (ICC) и победа над гроссмейстером Яаном Эльвестом 3-1.
Более ранние версии Zappa были бесплатными, однако без открытых исходных кодов. Последняя версия Zappa Mexico, включая текущую Zappa Mexico II, до недавнего времени имелась на Shredder Computer Chess Download — Zappa Mexico.
В Мексике в сентябре 2007 года Zappa выиграла матч у программы Rybka со счетом 5,5 — 4,5 очка. Многие комментаторы предсказывали множество ничьих, основанных на силе программ, однако различия в их стиле представили матч интересным с несколькими решающими играми и многими боевыми ничьими. В течение некоторого времени Zappa считалась одной из двух сильнейших коммерчески доступных шахматных программ (см. рейтинг-лист, например, CCRL как для текущего рейтинга). Некоторые спекулируют, что Zappa обладает более эффективным SMP параллельным поиском, который может сделать её сильнее на достаточном количестве процессоров.
В марте 2008 Энтони Коззи объявил, что «Проект Zappa закончен на 100 %», включив в себя будущие два турнира и последующие выпуски.